# Săedinenie (Plovdiv)
Săedinenie (búlgaro:Съединение) é uma cidade da Bulgária, localizada no distrito de Plovdiv. A sua população era de 6,050 habitantes segundo o censo de 2010.

## População
| Săedinenie | Săedinenie | Săedinenie | Săedinenie | Săedinenie | Săedinenie | Săedinenie | Săedinenie | Săedinenie | Săedinenie | Săedinenie | Săedinenie | Săedinenie | Săedinenie | Săedinenie | Săedinenie | Săedinenie | Săedinenie | Săedinenie | Săedinenie |
| --- | ---------- | ---------- | ---------- | ---------- | ---------- | ---------- | ---------- | ---------- | ---------- | ---------- | ---------- | ---------- | ---------- | ---------- | ---------- | ---------- | ---------- | ---------- | ---------- |
| Ano | 1887       | 1910       | 1934       | 1946       | 1956       | 1965       | 1975       | 1985       | 1992       | 2001       | 2002       | 2003       | 2004       | 2005       | 2006       | 2007       | 2008       | 2009       | 2010       |
| População |            |            |            | …          | …          | …          | 7,400      | 7,062      | 6,801      | 6,407      | 6,364      | 6,447      | 6,415      | 6,377      | 6,302      | 6,228      | 6,154      | 6,092      | 6,050      |
| Fontes: Instituto Nacional de Estatísticas, „citypopulation.de“, „pop-stat.mashke.org“, Bulgarian Academy of Sciences |            |            |            |            |            |            |            |            |            |            |            |            |            |            |            |            |            |            |            |